# Osiedle Awaryjne (osada)
Osiedle Awaryjne – osada w Polsce, położona w województwie kujawsko-pomorskim, w powiecie bydgoskim, w gminie Koronowo.
W latach 1975–1998 miejscowość administracyjnie należała do województwa bydgoskiego.